# アッサム・ライフル部隊
アッサム・ライフル部隊（アッサム・ライフルぶたい、英語: Assam Rifles）とは、インド軍の準軍事組織で、現在33個大隊が内務省の管理下にあるとされる。

## 沿革・概要
準軍事組織として、英国の植民地（英領インド）時代の1835年に結成された。当初はCachar Levyと呼ばれ、北部へ広がっていった植民地統治下の入植地の数々を保護する役目を担った。
第一次世界大戦中アッサム軍事警察は、欧州と中近東における戦闘で英印軍の一部として英国側について闘い、インド内の治安維持も行った。アッサム・ライフル部隊とはその際に、彼らの戦闘での功績を認知して1917年に付けられた名前である。また第二次世界大戦中の1942年、日本軍の侵略に対して、撤退時の後衛として戦ったほか、逃亡するビルマ難民の移動を助けた。日本軍に対する偵察・情報収集・破壊活動で知られる「V部隊」（V Force）と呼ばれるゲリラ戦部隊においては、約1000名のゲリラ兵・補助兵のほか、4個中隊のアッサム・ライフル部隊が含まれていた。アッサム・ライフル部隊はインパール作戦時のコヒマ防衛戦や、インド・ビルマ国境地域での妨害工作に従事するほか、連合国軍の反攻が始まると、ビルマ領内への空挺侵攻にも参加した。
第二次世界大戦が終結しインドが独立をするまでには、アッサム・ライフル部隊は5個大隊で構成されており、アッサム警察総監の管理下で文民警察の一部になった。独立後の部隊拡大にともない、インド政府によって補職される部隊指揮官の階級は格上げされ、現状は中将となっている。
部隊数も兵士の数も増え部隊規模が大きくなった現在の活動には、平和維持活動や災害支援なども含まれるようになったが、治安維持や戦闘にも参加する。たとえば1950年のアッサム大震災では再移住活動を、1962年の中印国境紛争では前線部隊として活動。また、北部インドの部族暴動を鎮圧する役目も担う。